# イーヴォ・ポゴレリチ

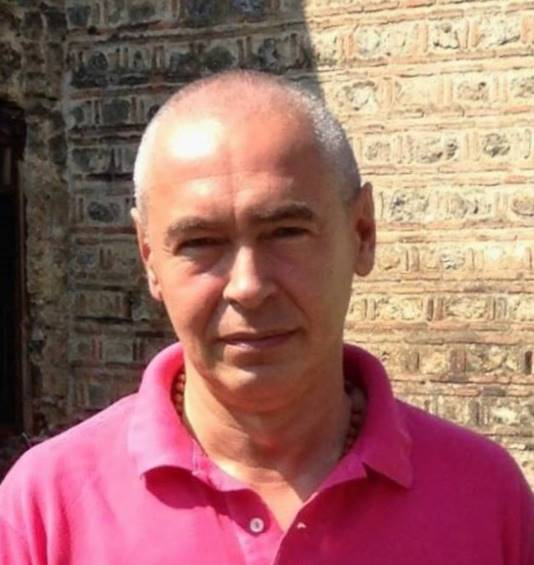
イーヴォ・ポゴレリチ

イーヴォ・ポゴレリチ（Ivo Pogorelich、原語表記はIvo Pogorelić、1958年10月20日 - ）は、クロアチアのクラシック音楽のピアニスト。「ポゴレリッチ」と表記されることもある。

## 略歴
ユーゴスラヴィア（当時）の首都ベオグラード生まれ。22歳であった1980年に、師事していた43歳の女流ピアニスト、アリザ・ケゼラーゼと結婚したり、作曲家が弱音と指定している箇所を強打するなど、私生活・ピアノ演奏の双方で型破りなことで知られる。現在はスイスに在住。レパートリーはショパン、ラヴェル、シューマン、ベートーヴェン、リスト、スクリャービン、プロコフィエフ、バッハ、スカルラッティ等であり幅広い。現代音楽は一切手掛けないとしている。

### 出生からデビューまで
1958年、10月20日旧ユーゴスラヴィア社会主義連邦共和国の首都ベオグラードにて、クロアチア人の父イヴァンとセルビア人の母ダリンカの間に生まれる。父イヴァン・ポゴレリチはコントラバス奏者・指揮者。1970年、親元を離れ、単身、モスクワ中央音楽学校に留学し、寮生活を始める。同じくピアニストの弟ロヴロ・ポゴレリチが生まれる。1975年、中央音楽学校卒業、引き続きチャイコフスキー記念モスクワ音楽院に進学。エフゲニ・マリーニン、ヴェラ・ゴルノスターエヴァらに師事。このころから、生来の反骨精神から伝統に敢えて刃向かう演奏に傾倒し、教師たちとたびたび衝突、3度にわたって音楽院を退学処分寸前になる。派手な服装や目立つ言動のため、西側寄りの要注意学生として音楽院側から再三、忠告・指導を受ける。1976年、モスクワ市内の某科学者宅で開かれたパーティーで、グルジア（現・ジョージア）人ピアニストで著名な学者でもあったアリザ・ケゼラーゼに出会う。10月、ケゼラーゼから個人的にピアノの指導を受け始める。最初に取り組んだ曲はベートーヴェンのソナタ。ケゼラーゼとの出会いは、ポゴレリチの演奏家人生に大きな影響を与えた。

### コンクールのヒーローとして
1978年、イタリア・テルニの第13回アレッサンドロ・カーサグランデ国際ピアノコンクール第一位。指揮者ダニエル・オレンとの共演でメンデルスゾーンのピアノ協奏曲を演奏。1980年、カナダ・モントリオールの第14回モントリオール国際音楽コンクールピアノ部門第一位。審査員の満場一致での優勝であった。1980年、ポーランド、第10回ショパン国際ピアノコンクールの本選落選、審査員特別賞受賞。これまでのショパン解釈からは到底考えられない彼の演奏は奇抜すぎるとする他審査員に対し、審査員の一人マルタ・アルゲリッチが「彼こそ天才よ」といい、その場から立ち去り抗議。審査員を辞任する騒ぎとなった。また、パウル・バドゥラ＝スコダを始めとする他の数名の審査員は辞任はしなかったが、アルゲリッチに賛同の意見を述べた。なお、アルゲリッチがショパン国際ピアノコンクールの審査員に復帰したのはこの20年後、2000年である。この一連の出来事は「ポゴレリチ事件」と呼ばれるようになり、ショパン国際ピアノコンクールの歴史を語る上で避けられない出来事となった。またコンクール期間中にもかかわらず、審査委員長のコルド氏、落選者のポゴレリチの異例の記者会見がなされた。事態を重く見た審査員達は急遽ポゴレリチに審査員特別賞を与えることを決定。入賞はしなかったものの、一気にスターダムにのし上がった。ポゴレリチ本人は、この事件は自身の音楽的解釈ではなく、審査員同士の政治的要因によって引き起こされたと語っている。モントリオール国際コンクール優勝後、モスクワ音楽院のピアノ科主任であったドレンスキーから1980年のショパン国際ピアノコンクールを捨てる代わりに2年後のチャイコフスキー国際コンクールで第一位を取らせるという提案を受けたが、ポゴレリチがこれに従わなかったため一部の審査員は彼に点を入れなかった。コンクール後はドイツ・グラモフォンと契約、ショパンやラヴェルなどアルバムを多数リリースした。同年、アリザ・ケゼラーゼと結婚。

### メジャーデビュー
1981年、ニューヨーク・カーネギーホールでリサイタルデビュー。
1982年、クロアチア、ヤング・ミュージシャンズ・フェローシップを設立。
1983年、1月、ベルリン・ハンブルクで公演。2月、クラウディオ・アバド指揮、シカゴ交響楽団との共演で、ショパン『ピアノ協奏曲第2番』を演奏、同曲及びショパン『ポロネーズ第5番』をシカゴのオーケストラホールにて録音。4月、ザルツブルク復活祭音楽祭の公開プローベにおいて、ヘルベルト・フォン・カラヤンが後援者たちの前で正式にポゴレリチを紹介する。6月、初の来日公演。8月20日、ザルツブルク音楽祭でリサイタル、プログラムはハイドンの「ソナタ第46番」、ラヴェルの「夜のガスパール」、プロコフィエフの「ソナタ第6番」8月24日、アメリカ、ハリウッドボウルにて野外コンサートを開催、2万5千人が詰めかける。
1984年、3月16日、演奏会と録音を前提に、カラヤン指揮のウィーン・フィルとの共演で、チャイコフスキー『ピアノ協奏曲第１番』を試演するが、ただ一度のリハーサルのみでカラヤンと決裂、18日に予定されていたムジークフェライン・ホールでの演奏会にポゴレリチは不出演。 5月20日、ウィーン音楽祭で小澤征爾指揮、ウィーン・フィルと共演、ショパン『ピアノ協奏曲第2番』
1988年、ユネスコ、親善大使に任命、5月に5年ぶりの来日公演。ドイツ、バート・ヴェーリスホーフェン、第1回イーヴォ・ポゴレリチ音楽祭を開催
1989年1月16日San Francisco Performancesシリーズに出演しリサイタルを行う。10月、スイスにてショパン『24の前奏曲』録音。11月、来日公演。
1991年、6月、クロアチアがユーゴスラヴィア連邦からの独立を宣言、これをきっかけにクロアチア人とセルビア人との間に内戦が勃発。ポゴレリチは母の故国セルビアと訣別し、クロアチア人として生きることを選択する。5月、来日公演。7月、ドイツ、ハノーファーのベートーヴェンザールにて、ブラームス『3つの間奏曲』他、録音。8月、ドイツ、ハノーファーのベートーヴェンザールにて、ハイドン『ピアノソナタ第46番、同第19番』録音。9月、ドイツ、ハノーファーのベートーヴェンザールにて、スカルラッティ『ソナタ集』録音。
1992年、6月、ドイツ、ハンブルクのフリードリヒ・エーベルトハレにて、モーツァルト『ピアノ・ソナタ第11番』、ブラームス『カプリッチョ』他、録音。
1993年、11月、来日公演、12月アメリカ、パサディナにて、イーヴォ・ポゴレリチ国際ソロ・ピアノ・コンクールを創設
1994年、サラエヴォ・チャリティ財団を設立
1995年、8月、ロンドンにて、ムソルグスキー『展覧会の絵』、ラヴェル『高雅で感傷的なワルツ』を録音。9月、ワトフォードにて、ショパン『4つのスケルツォ』録音、これがケゼラーゼとの最後の仕事になる。これ以降、2019年まで新作アルバムをリリースしていない。

### ケゼラーゼ没後
1996年2月16日、妻のアリザ・ケゼラーゼが肝癌により死去。そのショックを受け、多くのリサイタルがキャンセルになる。ヨーロッパ、極東(中国・台湾・日本）を中心にコンサートを行っていた。

### 復帰
2016年現在、頻繁に来日してコンサートを行っている、近年は12月に来日する傾向がある。同年、第一回マンハッタン国際音楽コンクール（アメリカ）にて審査委員長を務める。グランプリ及びポゴレリチ賞をエマニュエル・リモルディが受賞。2019年、21年ぶりに新作アルバムをリリース。

## 評論家のレセプション
1980年、ワルシャワで開催された第10回国際ショパン国際ピアノコンクールの第3ラウンドでポゴレリチが敗退し、審査員から物議を醸した意見が出された。陪審員の一人であるマルタ・アルゲリッチは、彼を「天才」と宣言し、抗議して審査員を辞任した。他の2人の審査員は、「このようなアーティストが決勝に進出しないとは考えられない」と述べた。しかし、他の審査員は、ポゴレリッチの奇行と思われる点を不服として口にした。ユージン・リストは彼に非常に低いスコアを与え、「彼は音楽を尊重していません。彼は歪むほど極端な音を使用しています。そして彼はあまりにも多くの演技をします。」 ルイス・ケントナーは彼の自分の生徒が落選した後、「ポゴレリチのような人々が第2ステージに進むなら、私は審査員の仕事に参加できません。私たちは異なる美的基準を持っています。」と述べて審査員を辞任した。 スキャンダルの宣伝はポゴレリチのキャリア開始を助けた。
ポゴレリッチのパフォーマンスはしばしば物議を醸していた。 彼の解釈はコンサートの聴衆に好評でしたが、批評家には必ずしも好評ではなかった。 イギリスの古典的なピアニスト、ピーター・ドノホーは、ポゴレリチのキャリアを通じて批評家からの一連の「屈辱的な攻撃」に言及した。 批評家は、彼のスターダムは、彼の才能ではなく、「彼の奇抜さに基づいたポップスタイルの宣伝のおかげ」であると述べた。
セルゲイ・プロコフィエフのソナタ第6番の初期の録音は高い評価を受け、The Penguin Guide to Recorded Classical Musicのロゼット賞を受賞した。しかし、ニューヨーク・タイムズの批評家ハロルド・C・ショーンバーグは、ベートーヴェンのソナタ作品111の演奏速度が異常に遅いとしてポゴレリチを批判し、さらに「ポゴレリチはロマン派ピアノ界のグレン・グールドになろうと必死になっているようだが、グールドの奇抜さは持っていても、彼のような才能はない」と評した。 20年後、別のニューヨークタイムズの評論家であるアンソニートマジーニが、同じ作品のパフォーマンスを評して次のように書いた。「悲劇的に迷走するとてつもない才能。いったい何が悪かったのだろう？」。
2015年の英国のコンサートシーンでの長い不在の後、ロイヤル・フェスティバル・ホールでのポゴレリチのリサイタルは批評家から広く批判された。ガーディアン誌上でアンドリュー・クレメンツは彼のピアノ演奏を酷評し、「非常に大音量で粗雑で、スタインウェイが彼の攻撃を受けて苦しんでいるように聴こえた」と評した。

## 語録
- 私は作曲家の召使だとみています[13]。

## 来日歴
- 1981年、初来日、全国で7公演行われる。
- 1983年、当初はケゼラーゼとのジョイントコンサートも予定されていたが彼女の腕の調子が思わしくなく、来日断念。最終的にはポゴレリチの単独公演となった。またこのツアーの東京公演、五反田簡易保険ホール公演はテレビ収録され、NHK芸術劇場にて放送された。
- 1988年、5年ぶりの来日、日本アーティスト招聘、リサイタル9回とコンチェルト1回。
- 1989年、6回リサイタル。
- 1991年、梶本音楽事務所（現KAJIMOTO)による招聘（以降所属事務所は梶本音楽事務所となる）、7回のソロリサイタルと1回のコンチェルト。
- 1993年、10回のソロリサイタルと2回のコンチェルト公演。東京公演マチネ公演は皇后がご鑑賞した。
- 1994年、2回のソロリサイタル、両日ともサントリーホールでの公演。
- 1995年、7回のリサイタル、東京・三重でコンチェルトを演奏。
- 1996年、4月、NHK交響楽団創立70周年記念特別演奏会（NHKホール）。

同年、11月に再来日。24日のサントリー公演での１回のための来日であったが、25日にホテルオークラ「平安の間」で、セーブ・ザ・チルドレン・ジャパン主宰による、約400人の聴衆を前にした96年度チャリティ・ガラとしてのリサイタルも行われ、紀宮清子内親王（現・黒田清子）が来場した。
- 1997年、北海道を含む全国で7回の公演。
- 1999年、各地で9回のリサイタル。
- 2005年、療養期間を経て、6年ぶりに実現した来日公演。アジア公演の一環として東京で一度だけのリサイタル。
- 2007年、東京・大阪でのリサイタルのほか、軽井沢大賀ホールにて、7名の受講生に対して日本で初めてマスタークラスを行う。
- 2010年、東京・福岡でのリサイタルのほか、5月3日には「熱狂の日」音楽祭2010に参加、国際フォーラムホールAにて5000人を前に演奏。また4月28日にはアルゲリッチの急遽の代役でシャルル・デュトワ指揮フィラデルフィア管弦楽団と共演。
- 2012年、ラ・フォル・ジュルネ金沢に初参加。また六ヶ所村も初めて訪れる。東京ではThe Legendary Romanticsと題して、シンフォニア・ヴァルソヴィア（指揮は山下一史）とショパンの協奏曲二曲を一夜で披露する協奏曲の夕べと、ショパン・リストを取り上げたリサイタルとを連続して行う。ほか、名古屋でも95年以来のリサイタル。
- 2013年、12月に来日、名古屋(しらかわホール）・川崎（ミューザ川崎）・東京（サントリーホール）でのソロリサイタル3公演。
- 2014年、12月14日サントリーホールでの1公演のみ。
- 2016年、東京、豊田、水戸で3回のソロリサイタルと1回のコンチェルト。
- 2017年、10月20日サントリーホールでの1公演のみ。
- 2018年（還暦記念）、大阪、名古屋、東京など4回のソロリサイタル。
- 2020年、2月に来日。高崎、東京、横浜、大阪で公演。
- 2023年、東京で2回のソロリサイタル（サントリーホール[14]と浜離宮朝日ホール）と2回のコンチェルト（東京芸術劇場）。

## ディスコグラフィー
- ショパン・リサイタル   1981年2月ミュンヘンのレジデンツにて録音同年6月発売（1985年2月再発売)
- ベートーヴェン：ピアノ・ソナタ第32番 シューマン：交響的練習曲  1981年9月5～7日、ミュンヘン、ヘルクレスザールにて録音1983年7月発売
- ラヴェル：夜のガスパール 1982年10月15～17日ミュンヘン音楽大学にて録音、1984年5月発売
- ショパン：ピアノ協奏曲第2番  1983年2月シカゴ・オーケストラホールにて収録、1983年9月発売
- チャイコフスキー：ピアノ協奏曲第1番  1985年6月ロンドン、ワトフォード・タウン・ホールにて収録、1986年5月発売
- バッハ：イギリス組曲  1985年スイス、ラ・ショー・ド・フォンにて録音、1987年発売
- ショパン：24の前奏曲  1989年10月ハンブルク・フリードリヒ・エーベルト・ハレで録音、1990年2月発売
- リスト：ピアノ・ソナタロ短調   1990年2月ハノーファーのベートーベンザールで録音、1992年3月発売
- ハイドン：ピアノ・ソナタ  1991年7月8月ハノーファーのベートーベンザールで録音、1992年3月発売
- スカルラッティ：ソナタ集   1991年9月、ハノーファーのベートーベンザールで録音。1992年11月発売
- ブラームス：カプリッチョ、間奏曲   1992年6月ハンブルクのフリードリヒ・エーベルトハレ、1991年7月ハノーファーのベートーベンザールにて録音、1992年11月発売
- モーツァルト：ピアノ・ソナタ第11番    1992年6月録音、1995年1月発売（94年12月日本先行発売）
- ムソルグスキー：展覧会の絵   1995年8月ロンドンにて録音、1997年2月発売
- ショパン：スケルツォ集   1995年9月ワトフォードにて録音、1998年10月発売
- ベートーヴェン＆ラフマニノフ：ソナタ集[15]、2019年発売